# جوردن ماثيوز
جوردن ماثيوز (بالإنجليزية: Jordan Matthews)‏ هو لاعب كرة قدم أمريكية أمريكي، ولد في 16 يوليو 1992 في ماديسن في الولايات المتحدة.

## وصلات خارجية
- جوردن ماثيوز على موقع مرجع كرة القدم المحترفة.كوم (الإنجليزية)